# Mikhaïl Priselkov
Mikhaïl Dmitrievitch Priselkov ou Prissiolkov (en russe : Михаил Дмитриевич Присёлков), né le 19 septembre 1881 à Saint-Pétersbourg et mort le 19 janvier 1941, est un philologue et historien russe, spécialiste de l'histoire ecclésiastique et des chroniques russes.

## Biographie
Il poursuit ses études à l'Université impériale de Saint-Pétersbourg, sous la supervision d'Alekseï Chakhmatov notamment. Il se spécialise en philologie. Il est arrêté dans le cadre de l'Affaire de l'Académie pendant les grandes purges staliniennes.
Il est déporté à l'île de Solovki de 1931 à 1935.
Partiellement réhabilité, il meurt le 19 janvier 1941 à Léningrad.

## Œuvres
- Очерки по церковно-политической истории Киевской Руси X-XIIвв, Otcherki po tserkovnopolititcheskoï istori kievskoï Roussi X-XII vv. ("Essais sur l'histoire politico-ecclésiale de la Russie kiévienne"), 1913.
- Деяния Священного Собора Российской Православной Церкви 1917-1918гг. (Документы. Материалы. Деяния I-XVI) ("Actes du Conseil de la Sainte Eglise orthodoxe russe, 1917-1918"), Moscou, 1918, 1994.
- История русского летописания XI-XV вв. ("Histoire des chroniques russes du XIe au XVe siècle"), Léningrad, 1939.